# Consuelo Gil
Consuelo Gil Roësset, nach ihrer Heirat Gil Roësset de Franco, (*  1905 in Madrid; † 26. September 1995 ebenda) war eine spanische Hochschullehrerin und Verlegerin in der „Blauen Periode“ des Franquismus. Sie produzierte unter anderem die Zeitschriften Chicos (1938–1955), Mis Chicas (1941–1950) und El Gran Chicos (1945–1950). Sie war auch Leiterin der Zeitschrift Revista Mujer und gründete den Verlag Editorial Gilsa. Sie war die Schwester der Bildhauerin Margarita Gil Roësset und Nichte der Malerin María Roësset Mosquera.

## Leben
Gil war die Tochter des Militäringenieurs Julián Gil Clemente und seiner Frau Cecilia Margot Roësset Mosquera, einer gebildeten Frau, der es ihnen ein Anliegen war, dass ihre Töchter eine möglichst umfassende Ausbildung, und damit weitergehend als für Mädchen zu der Zeit üblich, erhielten. Die Töchter besuchten die Schule im Ursulinenkloster und lernten Klavier, Violine und Französisch.
Im Alter von sechs Jahren begann sie, bei José María López Mezquita Zeichnen und Malen zu lernen, während sie nachmittags zusammen mit ihrer Schwester Margarita zu Hause von ihrem Vater in Physik und Mathematik unterrichtet wurde. Im Alter von 13 Jahren veröffentlichte sie in Madrid die Geschichte El niño de oro und später in Paris Rose des Bois; beide Werke wurden durch ihre Schwester illustriert.
1926 heiratete sie José María Franco Bordons, einen Musiker und Komponisten, mit dem sie Gedichte schrieb, die er als Canciones de niños vertonte und die ihre Schwester wieder illustrierte.
Schon als Mutter studierte sie an der Universidad Central de Madrid und war eine der wenigen Studentinnen der damaligen Zeit. Sie wurde Professorin für Englisch, lehrte an derselben Universität, an der sie studierte, und übersetzte mehrere Werke aus dem Englischen und Französischen.
Kurz vor dem Ausbruch des Bürgerkriegs war Gil mit ihren drei Kindern für einen Sommeraufenthalt nach San Sebastián gezogen. Dort war die Verlagsproduktion des Rebellengebiets zentralisiert worden. Sie schrieb dort Beiträge für La Ametralladora und Pelayos und gab die Zeitschrift Mujer heraus.
Im Jahr 1938 gründete sie zusammen mit dem katalanischen Geschäftsmann Juan Baygual die Zeitschrift Chicos. Sie leitete nicht nur die Zeitschrift, sondern auch die Leserbriefseiten El Club de Chicos und Mis Chicas, die sie mit den Pseudonymen „L. de Villadiego“ und „Madrina“ unterzeichnete. Danach brachte sie Mis Chicas, die erste Nachkriegszeitschrift für Mädchen, sowie Chiquitito (1942) und El Gran Chicos (1945) heraus, konzentrierte sich jedoch später auf Chicas, das sich an ältere Leserinnen richtete.
Als sie 1942 wieder privates Eigentum möglich war, gründete sie den Verlag Gilsa (Consuelo Gil S.A.), ein Unternehmen, das die Zeitschrift Chicos kaufte und von dem aus sie die Herausgabe diverser neuer Publikationen leitete. Sie integrierte Farbdruck und hatte Emilio Freixas, von 1939 zehn Jahre lang, danach Jesús Blasco zusammen mit seinen Geschwistern Alejandro und Pilar und ab 1945 kam Mariano Zaragüeta als Mitarbeiter.
Nach dem Krieg kehrte sie nach Madrid zurück, wo sie am IES Lope de Vega unterrichtete und großes Interesse an der Kinderpädagogik zeigte. Sie erkannte bald die Bedeutung von Comics als Mittel zur Unterstützung der Erziehung der jüngsten Kinder und baute sie in ihre Publikationen ein.

«La hazaña de esta gran editora, además del hecho de ser mujer, en un periodo conflictivo para éstas, cuando casi sólo se les permitían ser amas de casas, permanece como un ejemplo inalcanzable – en un puesto, al que sólo podían  acceder los hombres, en aquellos momentos, en España – de talento e inventiva inigualables.»

„Abgesehen von der Tatsache, dass sie eine Frau in einer für Frauen schwierigen Zeit war, in der sie fast nur Hausfrauen sein durften, bleibt die Leistung dieser großen Verlegerin ein unerreichbares Beispiel für unvergleichliches Talent und Erfindungsreichtum - in einer Position, die damals in Spanien nur Männern vorbehalten war.“